# Barebacking
Barebacking (syn. bareback, dosł. ang. „na oklep”) – zachowanie polegające na celowym podejmowaniu ryzykownych zachowań seksualnych (np. liczne kontakty seksualne z przypadkowymi partnerami bez użycia prezerwatywy, odbywanie stosunków analnych bez prezerwatywy etc.) przez osoby dysponujące pełną wiedzą dotyczącą bezpiecznego seksu, AIDS i innych chorób przenoszonych drogą płciową.
Barebackingiem nie jest podejmowanie takich zachowań z powodu niewiedzy lub ograniczonej wiedzy na temat zagrożeń z nimi związanych.
Przyczyny barebackingu to przede wszystkim:
- bagatelizowanie zagrożeń wynikających z istnienia chorób przenoszonych drogą płciową (związane przede wszystkim ze zbyt entuzjastycznymi informacjami prasowymi dotyczącymi postępów w terapii AIDS), co powoduje przekonanie u niektórych osób, że nawet jak się zarażą, to i tak szybko zostaną wyleczone;
- niechęć do raczej rzekomych „uciążliwości” wynikających z uprawiania bezpiecznego seksu – np. przekonanie niektórych osób, że stosowanie prezerwatywy znacząco zmniejsza poziom satysfakcji seksualnej;
- traktowanie świadomości zagrożenia jako dodatkowego afrodyzjaku – w skrajnych przypadkach przyjmuje to postać „rosyjskiej ruletki”, czyli uprawiania seksu grupowego bez żadnych zabezpieczeń przez osoby, z których część jest nosicielami wirusa HIV, a pozostałe są tego świadome;
- traktowanie takich zachowań jako przejawu „buntu” przeciwko „ograniczeniom” związanym z „bezpiecznym seksem”.